# Jäger zu Pferde

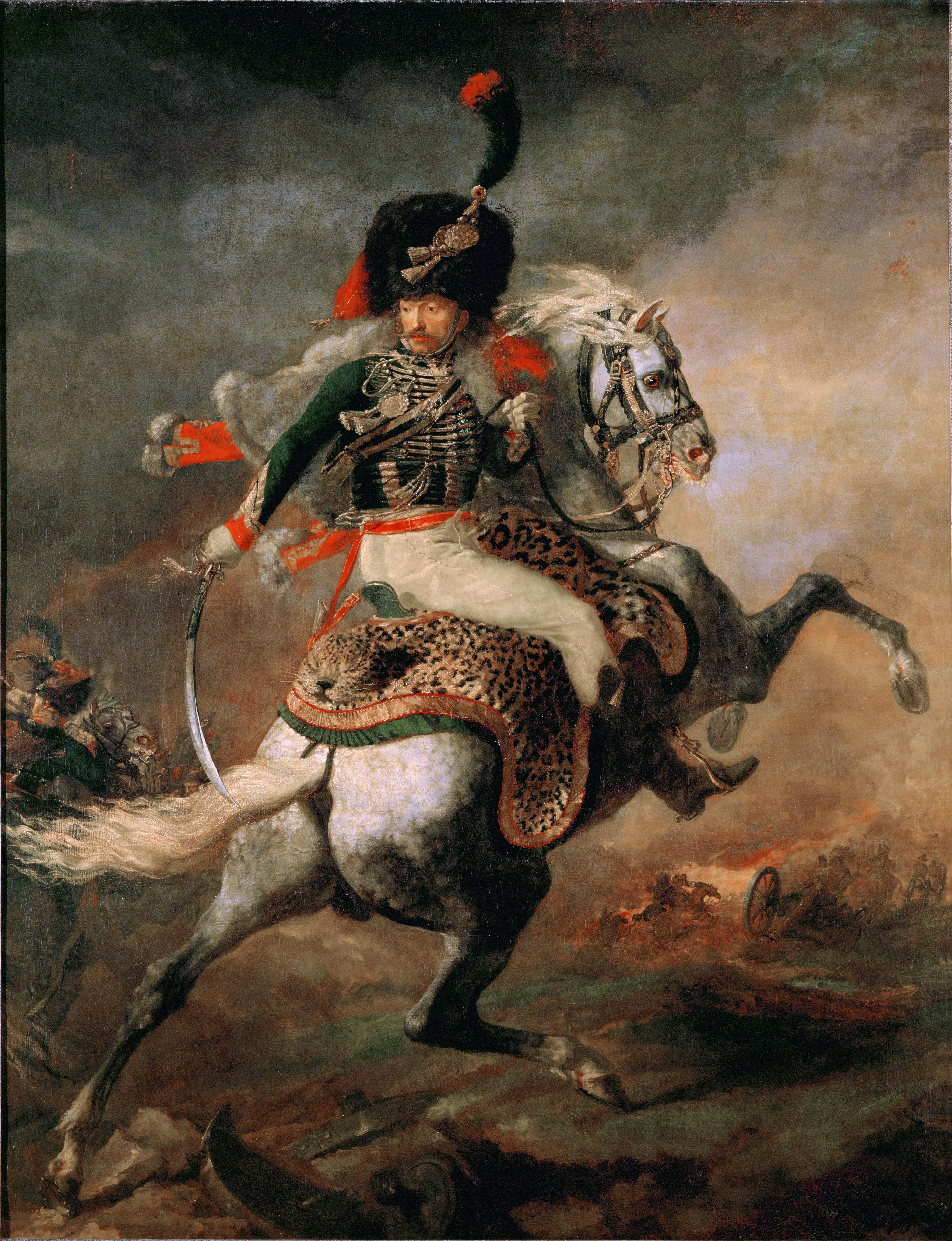
Offizier vom 1. Regiment der Jäger zu Pferde der Kaisergarde Napoleons (Gemälde von Théodore Géricault, 1812)

Die Jäger zu Pferde (französisch: Chasseurs à cheval, englisch Mounted Riflemen bzw. Mounted Rifles) waren ein Typ der leichten Kavallerie, der überwiegend für Aufklärungs- und  Sicherungsaufgaben eingesetzt wurde.

## Auftrag

Ein Meldereiter der Chasseurs d’Afrique kreuzt deutsche Linien im Krieg von 1870/71 (Gemälde von Emil Hünten, 1872)

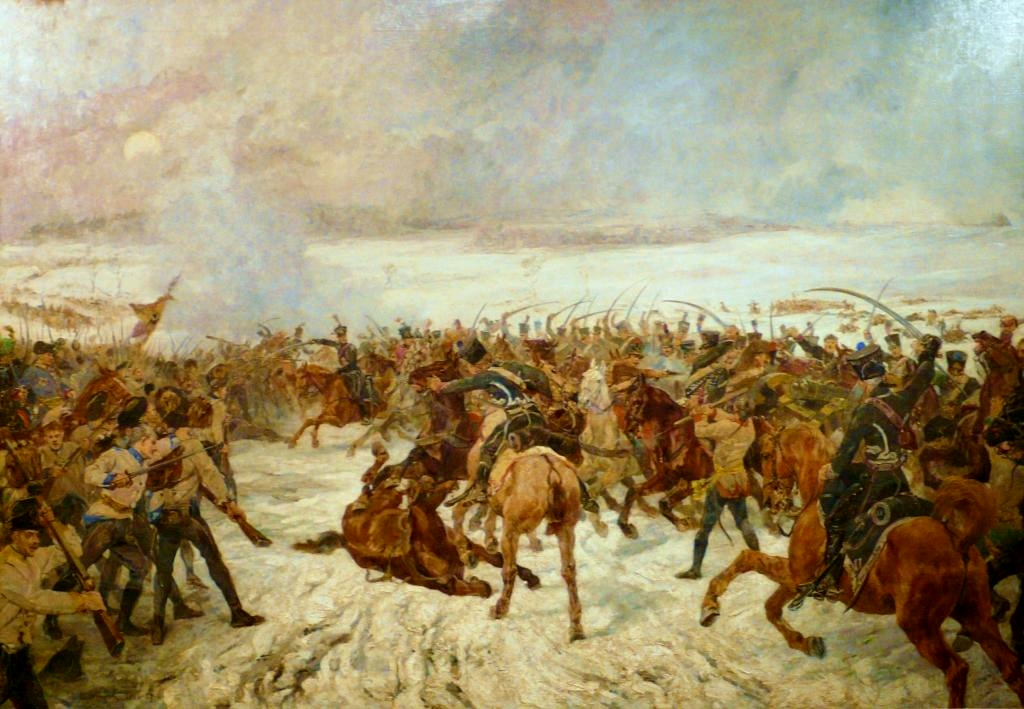
Das 11^{e} régiment de chasseurs à cheval bei Hohenlinden (1800) als Schlachtenkavallerie

Ähnlich den Husaren dienten die Jäger zu Pferde primär für Aufklärungs- und Sicherungsaufgaben, wurden aber zunehmend auch als Schlachtenkavallerie eingesetzt. Die Gardejäger zu Pferde von Napoleon I. dienten auch als Stabskavallerie (als Meldereiter, Bedeckung des Hauptquartiers und persönliche Eskorte des Kaisers).

## Geschichte
Die Jäger zu Pferde traten Mitte bis Ende des 18. Jahrhunderts in Erscheinung, als man Bedarf nach einer regulären leichten Reiterei erkannte, jedoch die Kosten für die Aufstellung aufwendig uniformierter Husareneinheiten scheute.
Vorläufer waren in Frankreich einige Freikorps, zum Beispiel die 1743 aufgestellten Fischerschen Jäger. 1779 stellte man dort erstmals auch sechs Jäger-Regimenter der Linienkavallerie auf, andere Staaten wie Russland (1790–1882, zum Schluss 19 Regimenter), Österreich (ein Regiment, 1798–1801), Italien (vier Regimenter, 1805–1814) und USA (ein Regiment 1846–61) folgten. Im napoleonischen Frankreich wuchs die Waffengattung auf 31 Linien- und 2 Garderegimenter an, nach der Restauration verblieben 24 der Linie und eines der Garde, zu denen 1831 vier in Algerien aufgestellte Regimenter Chasseurs d’Afrique kamen, die bald als die beste Kavallerietruppe der französischen Armee galten. In Belgien wurden die drei 1830/31 aufgestellten Regimenter 1994 bzw. 2004 aufgelöst.
Erst 1901 wurde bei der preußischen Armee das erste Regiment (Königs-Jäger zu Pferde Nr. 1) aufgestellt. Es folgten 1905 Nr. 2 und 3, 1906 Nr. 4, 1908 Nr. 5 und 1910 Nr. 6. 1913 stellte man die Regimenter Nr. 7, 8, 9, 10, 11, 12 und 13 auf.
Im Stellungskrieg des Ersten Weltkrieges verlor die Kavallerie allgemein ihre Bedeutung und wurde meist infanteristisch eingesetzt. In der Reichswehr wurde dann nicht mehr nach einzelnen Truppengattungen wie Husaren, Dragoner, Kürassiere oder Jäger zu Pferde unterschieden, die Tradition der Regimenter der Alten Armee ging nicht nach Truppengattung, sondern nach landsmannschaftlichen Gesichtspunkten auf die Reiterregimenter der Reichswehr über und verwischte sich mit Aufstellung der Wehrmacht 1935 völlig.
In Frankreich hielten sich die Bezeichnung „Chasseurs à Cheval“ noch lange, wenngleich die Regimenter im Lauf der Zeit zu mechanisierter Infanterie, Panzeraufklärern oder Panzertruppe wurden. Erst gegen Ende des 20. Jahrhunderts fiel der Zusatz „à Cheval“ weg, wenngleich die verbleibenden Regimenter 1er régiment de chasseurs, 4e régiment de chasseurs und 1er régiment de chasseurs d’Afrique ihre Kavallerie-Tradition fortführen.

## Erscheinungsbild
Die Uniform orientierte sich oft an der der Husaren, war aber in der Regel weniger aufwändig und meist grün. In Frankreich war sie flaschengrün mit Kragen und Aufschlägen in Abzeichenfarbe, der anfangs getragene Raupenhelm im Tarletonstil wich während der Revolution Flügelmütze und schließlich Tschako bzw. (bei den Elitekompanien und der Alten Garde) Kolpak. In Österreich wurde eine graue Uniform nach Chevaulegerart getragen, in Russland eine grüne Dragoneruniform, jedoch mit Tschakkos statt der Helme. Die Chasseurs d’Afrique erhielten hellblaue Röcke. 1873 wurde auch bei den französischen Linienregimentern die Attila hellblau.
Da im Deutschen Reich die Meldereiter-Detachements, aus denen die ersten Regimenter hervorgingen, zunächst der Garde zugeteilt waren, orientierte sich ihre Uniform trotz der Rolle als leichter Kavallerie zunächst an der der schweren Garde-Kavallerie (d. h. Koller und metallene Kürassierpickelhaube mit tiefem Nackenschirm), war aber von Anfang an für alle Anzugarten in Graugrün gehalten. 1910 wurden die Koller für die bestehenden Regimenter abgeschafft und durch Waffenröcke ersetzt. Für die 1913 neuaufgestellten Regimenter Nr. 8 bis 13 wurde eine graugrüne Uniform nach dem Muster der Dragoner ausgegeben. Die Offiziere dieser neuen Regimenter trugen jedoch den Kürassierhelm.
Die Bewaffnung bestand aus einem Degen bzw. Pallasch und dem Karabiner. In Preußen führten die Jäger zu Pferde wie die ganze Kavallerie zusätzlich Lanzen.

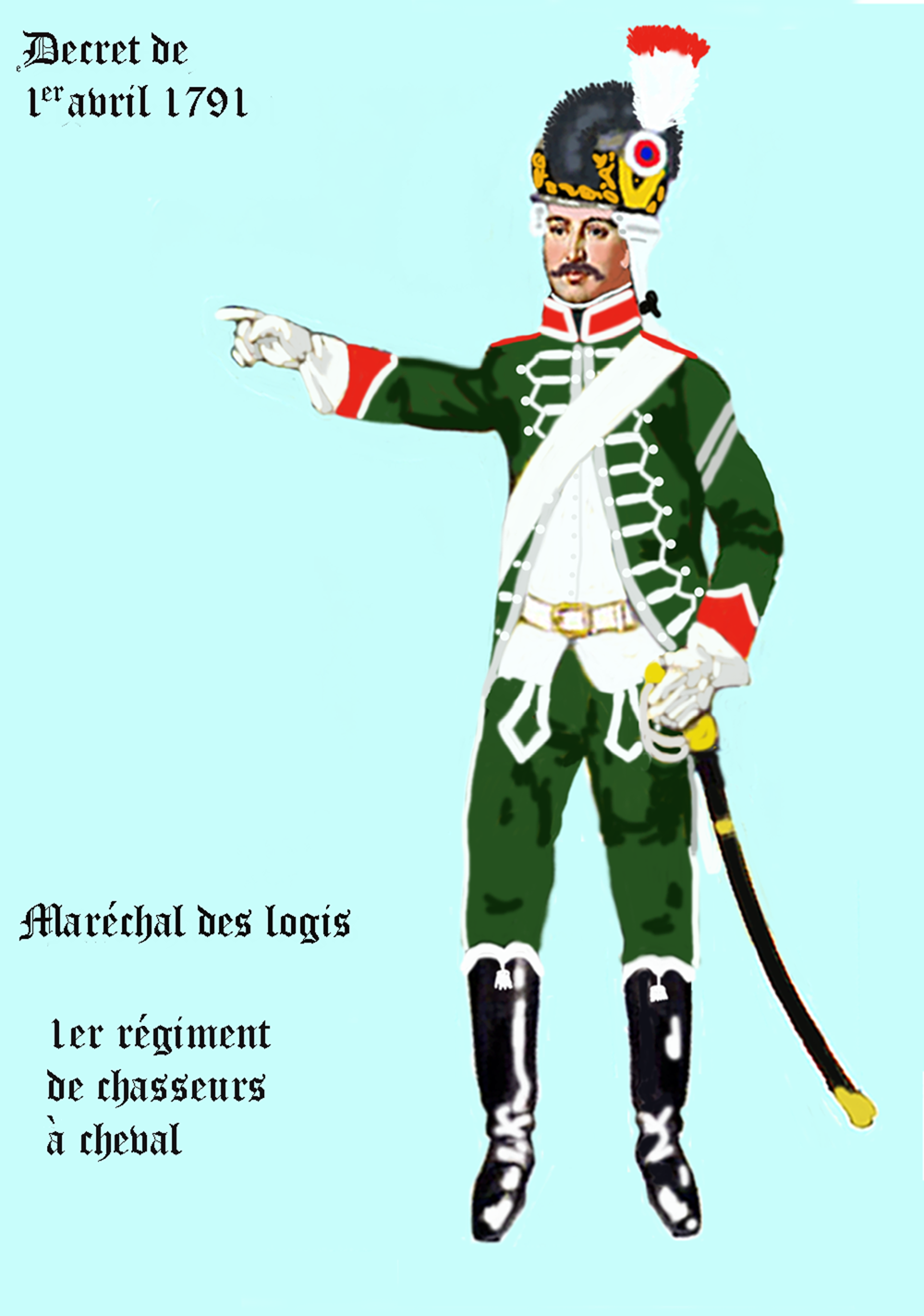
Jäger zu Pferde vom 1. Regiment, Frankreich 1791
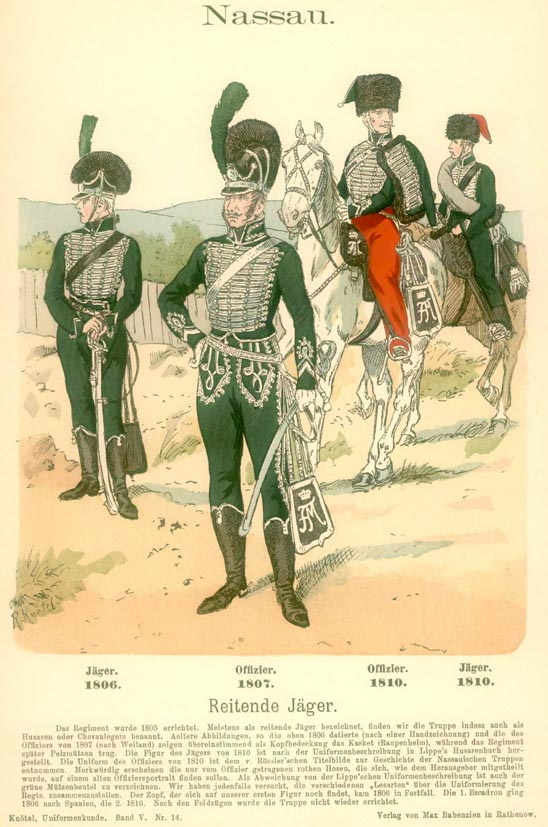
Reitende Jäger 1806 bis 1810 (Illustration von Richard Knötel)
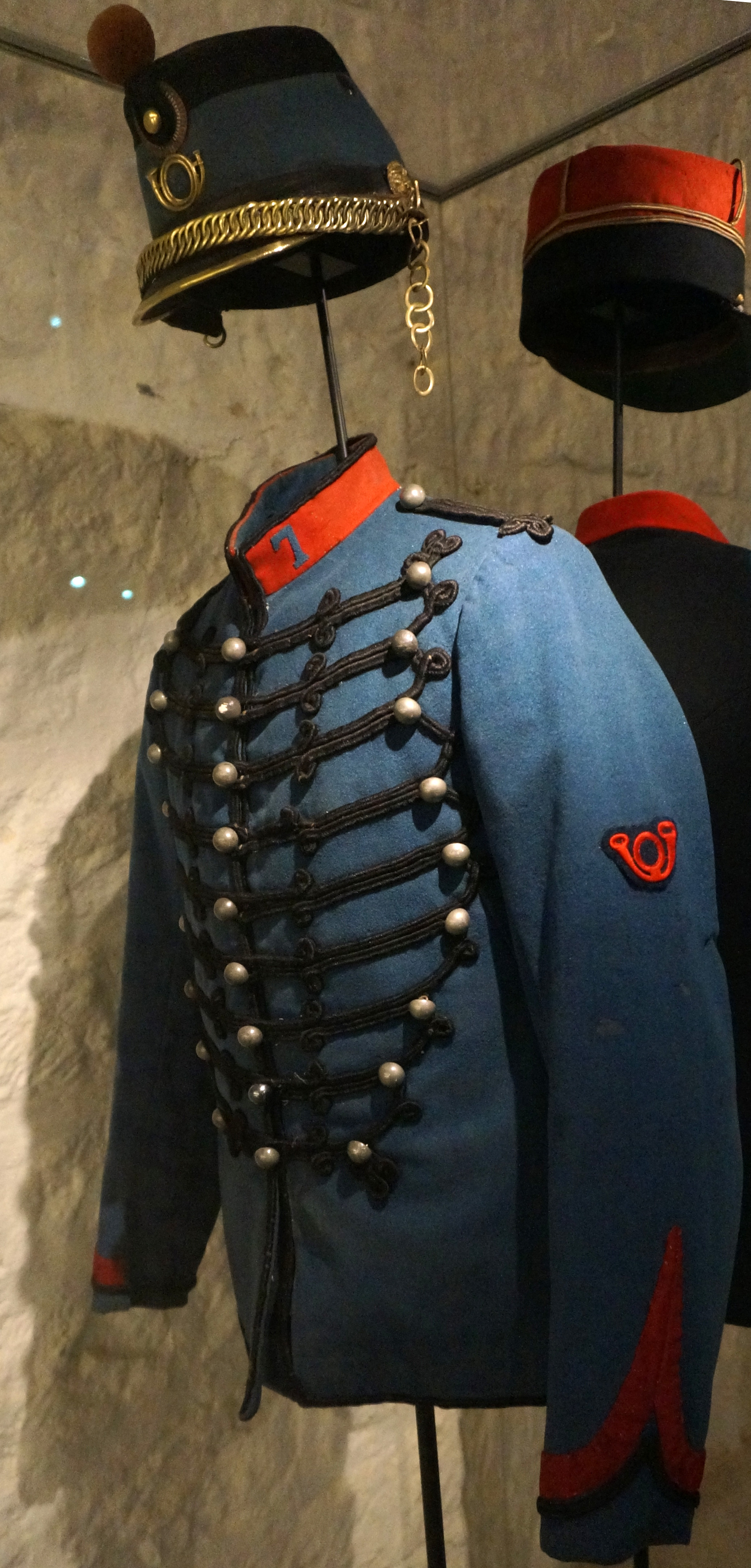
Attila und Tschako eines französischen Jägers zu Pferde 1888
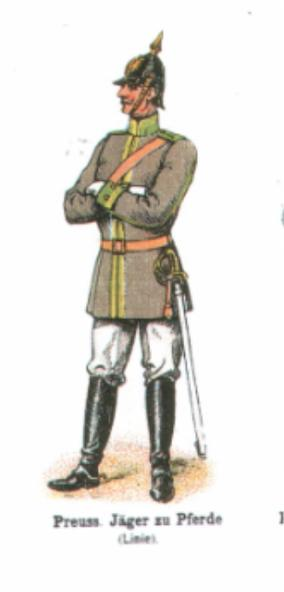
Preußischer Jäger zu Pferde um 1900 (aus Das kleine Buch vom Deutschen Heere, Tafel X, 1901)

## Berittene Jäger mit anderem Auftrag
Das in Preußen 1740 aufgestellte Feldjägerkorps zu Pferde (ab 1756 Reitendes Feldjägerkorps) hingegen diente lediglich als Stabskavallerie.
Die im späten 19. Jahrhundert aufgestellten Mounted Rifles einiger Staaten des britischen Weltreichs, wie zum Beispiel die australischen Light Horse Regiments oder die neuseeländische New Zealand Mounted Rifles Brigade, waren keine Kavallerie im eigentlichen Sinne, sondern stellten vielmehr berittene Infanterie dar – eine Entwicklung, die den Weg für die zukünftige Rolle der Kavallerie im 20. Jahrhundert andeutete.
Nicht zu verwechseln mit den Jägern zu Pferde sind ferner die Freiwilligen Jäger Preußens und einiger anderer deutscher Staaten. Diese wurden während der Befreiungskriege aus begüterten Freiwilligen aufgestellt und den regulären Verbänden detachiert, um diese in ihrer jeweiligen Aufgabe zu unterstützen.